# Francesc Homs i Molist
Francesc Homs i Molist (ur. 5 września 1969 w Vic) – hiszpański i kataloński polityk oraz prawnik, działacz Demokratycznej Konwergencji Katalonii (CDC), minister w rządzie regionalnym, poseł do Kongresu Deputowanych.

## Życiorys
Ukończył prawo na Uniwersytecie Autonomicznym w Barcelonie. W czasie studiów działał we FNEC, organizacji katalońskich studentów. Pracował w prywatnych przedsiębiorstwach różnych sektorów. W 1993 dołączył do Demokratycznej Konwergencji Katalonii, objął później stanowisko zastępcy sekretarza generalnego tego ugrupowania. W latach 2001–2003 pełnił funkcję dyrektora generalnego jednego z departamentów w administracji regionalnej. Od 2003 do 2010 sprawował mandat posła do katalońskiego parlamentu. W 2010 mianowany rzecznikiem prasowym Generalitat de Catalunya. Do 2012 łączył tę funkcję ze stanowiskiem sekretarza stanu ds. prezydencji, następnie został awansowany do rangi ministra.
W wyborach w 2015 został liderem listy wyborczej zorganizowanej przez CDC, uzyskał wówczas mandat posła do Kongresu Deputowanych. W przedterminowych wyborach w 2016 z powodzeniem ubiegał się o reelekcję. Mandat wykonywał do 2017.